# Johann Friedrich Emil von Müller
Johann Friedrich Emil von Müller (bis 1894: Müller) (* 29. April 1810 in Coburg; † 4. Januar 1900 ebenda) war ein deutscher evangelischer Theologe.

## Leben
Als Sohn eines Feldwebels geboren, studierte Müller nach dem Besuch der Coburger Ratsschule und des Gymnasiums Evangelische Theologie in Jena. Während seines Studiums wurde er 1831 Mitglied der Jenaischen Burschenschaft/Germania, deren Sprecher er in den Jahren 1832 und 1833 war. 1833 zog er sich zurück und gehörte der nach Auflösung der Burschenschaft als Club weiterbestehenden radikaleren Germania nicht mehr an. Trotzdem kam es während der Demagogenverfolgung zu einer Untersuchung. Müller wird im Schwarzen Buch der Frankfurter Zentralbehörde (1833–1838) als Mitglied der Jenaer Burschenschaft erwähnt. Er wurde in Untersuchungshaft auf der Wartburg genommen, auf Bitte des Coburger Ministeriums auf Kaution entlassen und 1834 durch eine großherzogliche Begnadigung zum Examen pro candidatura zugelassen. Als Predigtamtskandidat wurde er 1835 zu fünf Monaten Festungshaft verurteilt, da er sich an der Universität politisch betätigt hatte. Nach zwei Monaten Festungshaft auf der Veste Coburg wurde er begnadigt. Er wurde zum Dr. theol. promoviert.
1837 wurde Müller erster Oberlehrer an der Mädchenbürgerschule in Coburg. 1839 war er am Ernst-Albert-Seminar tätig, das er ab 1845 im Nebenamt gemeinsam mit Archidiakon Muther leitete. Der Magistrat wählte ihn 1845 zum 4. Diakonus und Prediger an der Kreuzkirche, 1856 zum 3. Diakonus, 1858 zum 2. Diakonus, 1859 zum 1. Diakonus und 1871 zum Oberpfarrer. Ab 1843 leitete er die Coburger Abendgesellschaft. Aufgrund seiner Tätigkeit als Kanzelredner wurde er 1863 Ephorus des Landbezirks, 1870 auch des Stadtbezirks. 1871 wurde er vorläufig und 1873 endgültig zum Generalsuperintendenten, wodurch er ab 1895 die Coburger Landeskirche leitete. Er war Referent für geistliche und Schulangelegenheiten im herzoglichen Sachsen-Coburg und Gothaischen Staatsministerium. Müller würde Konsistorialrat.
1850 hielt er eine Trauerrede für Karl August von Wangenheim, 1868 für Leopold Oberländer und 1893 für Herzog Ernst II.
1891 konfirmierte er in Coburg Victoria Melita von Sachsen-Coburg und Gotha und Marie von Edinburgh.

## Ehrungen
- 1883: Ehrendoktor (Dr. theol. h. c.) der Universität Jena
- 1894: Herzoglich Sachsen-Ernestinischer Hausorden, Großkreuz, verbunden mit dem erblichen Adel

## Veröffentlichungen
- Einige Predigten, Coburg, Verlag Riemann, 1851 OCLC 634458573
- (IV.) Erste Rede gegen Philippos. (I.–III.) Olynthische Reden. (V.) Rede vom Frieden. (VI.) Zweite Rede gegen Philippos. (VIII.) Rede über den Chersonnes. (IX.) Dritte Rede gegen Philippos, mit Anton Westermann, Verlag: Berlin Weidmann, 1875 OCLC 247877584
- Festschrift, dem hochwürdigen Herrn Johann Friedrich Emil Müller, Doktor der Theologie, Generalsuperintendent und Oberkonsistorialrat, bei der Feier seines fünfzigjährigen Dienstjubiläums am 12. Oktober 1887 als Zeichen inniger Verehrung überreicht, mit Heinrich Muther und dem Gymnasium Casimirianum, Verlag: Coburg Dietz, 1887 OCLC 1067263260